# Pete Reiser
Harold Patrick Reiser (San Luis, Misuri, 17 de marzo de 1919-Palm Springs, California, 25 de octubre de 1981), más conocido como Pete Reiser, fue un jugador profesional estadounidense de béisbol que se desempeñó en la posición de jardinero central en las Grandes Ligas de Béisbol (MLB).

## Carrera
Reiser jugó como profesional seis temporadas en Brooklyn Dodgers (1940-1942, 1946-1948), después pasó a Atlanta Braves (1949-1950), luego a Pittsburgh Pirates (1951), posteriormente a Cleveland Indians, donde jugó una temporada (1952), y fue el equipo en el que se retiró.

## Títulos
Fue campeón de bateo de la Liga Nacional en una oportunidad (1941).